# Михайлівка (Правдинський район)
Михайлівка (рос. Михайловка) — селище Правдинського району, Калінінградської області Росії. Входить до складу Желєзнодорожного міського поселення.
Населення — 43 особи (2015 рік).

## Населення
| 2002 | 2010 |
| ---- | ---- |
| 81   | ↘43  |